# Matías López
Matías López (29 gennaio 1996) è un nuotatore paraguaiano.
Ha gareggiato ai campionati mondiali di nuoto di Budapest 2017 finendo al 31 posto nei 200 m dorso.
Ai Giochi sudamericani di Cochabamba 2018 ha vinto l'oro nei 400 metri misti, l'argento nei 200 metri dorso e il bronzo nei 200 metri misti.

## Palmarès
- Giochi sudamericani

Cochabamba 2018: oro nei 400m misti, argento nei 200m dorso e bronzo nei 200m misti.
Asuncion 2022: bronzo nei 200m dorso.